# Migneauxia mirei
Migneauxia mirei is een keversoort uit de familie schimmelkevers (Latridiidae). De wetenschappelijke naam van de soort werd in 1966 gepubliceerd door Roger Dajoz.